# Суицидальный туризм
Суицидальный туризм, также эвтаназийный туризм (нем. Sterbetourismus, англ. suicide tourism, англ. euthanasia tourism) — разновидность туризма, связанного с движением в поддержку эвтаназии, в рамках которого для потенциальных кандидатов организуются поездки в те страны, где допускается эвтаназия, в надежде на декриминализацию этой практики в других частях мира. Эвтаназия не запрещена законом в Нидерландах, Люксембурге, Бельгии, в некоторых штатах США и в Швейцарии, где условия для добровольного ухода из жизни считаются самыми либеральными.

## Статус в различных странах

### Мексика
В зоомагазинах Мексики продаётся препарат пентобарбитал, который используется для эвтаназии домашних животных. При употреблении пентобарбитала человеком препарат даёт смерть в течение одного часа. Как сообщается, пожилые туристы из разных частей мира, которые стремятся прекратить свою собственную жизнь, вылетают в Мексику за препаратом. Однако есть мнение, что с эвтаназией здесь могут возникнуть трудности, поскольку качество пентобарбитала в Мексике не контролируется.

### Нидерланды
Нидерланды легализовали эвтаназию в 2001 году. Критики этого решения опасались, что это вызовет волну «эвтаназийного туризма» («euthanasia tourism»), предотвратить которую должна оговорка о необходимости хорошо сложившихся отношений между врачом и пациентом.

### Швейцария
Эвтаназия разрешена в швейцарском кантоне Цюрих с 1941 года, и около 200 человек ежегодно добровольно уходят здесь из жизни.
Основное количество людей, приезжающих в Швейцарию для эвтаназии, — из Германии и Великобритании. На октябрь 2008 года около 100 британских граждан воспользовались услугами швейцарской организации «Dignitas» в Цюрихе, чтобы самостоятельно окончить свою жизнь, а 690 были зарегистрированы как будущие клиенты.
СМИ уже неоднократно называли Цюрих местом «суицидального туризма». Протестующие против эвтаназии считают, что Цюриху не нужна подобная слава. В апреле 2010 года в Цюрихском озере было обнаружено 60 контейнеров с прахом предположительно иностранных граждан, что вызвало шок у местных жителей.
Существование эвтаназии было поставлено под вопрос, потому что в Швейцарию для ухода из жизни стали также приезжать иностранцы, не страдающие неизлечимыми болезнями. В мае 2011 года по инициативе Федерального демократического союза (UDF) и Евангельской партии (PEV) был проведён референдум, на котором жители кантона Цюрих проголосовали за легализацию эвтаназии для неизлечимо больных, причём не только граждан Швейцарии, но и туристов, приезжающих в страну. Требование полного запрета «суицидального туризма» на национальном уровне было отклонено 234 956 жителями (84,5 %) Цюриха.